# Martina (helgon)
Martina, död 228, var en romersk jungfru som led martyrdöden under kejsar Alexander Severus förföljelse. Hon vördas som helgon inom Romersk-katolska kyrkan med minnesdag den 30 januari. 
Martina var dotter till en kristen romersk konsul. Hon dömdes till döden, eftersom hon vägrade att offra till de romerska hedniska gudarna. Hennes reliker vördas i kyrkan Santi Luca e Martina vid Forum Romanum i Rom.

## Bilder
| - Den heliga Martinas reliker i kryptan till Santi Luca e Martina. - Den heliga Martina, utförd av Niccolò Menghini. Högaltaret i Santi Luca e Martina. |

### Webbkällor
- ”St. Martina”. Catholic Encyclopedia. New Advent. http://www.newadvent.org/cathen/09730a.htm. Läst 30 januari 2018.
- ”Santa Martina, martire”. Santi e Beati. http://www.santiebeati.it/dettaglio/39150. Läst 30 januari 2018.